# String Beans
String Beans is een Amerikaanse filmkomedie uit 1918 onder regie van Victor Schertzinger.

## Verhaal
Toby Watkins werkt als dagloner op een boerderij. Tot ontzetting van zijn oom schrijft hij ook verzen voor een plaatselijke krant. Na een ruzie loopt hij weg van huis. Hij krijgt een baantje als arbeider bij de krant en klimt er al spoedig op tot de post van koppelbaas. De boef Kendall Reeves heeft zich intussen in de stad gevestigd. Hij dwingt de burgemeester om hem 500 dollar te geven. Toby krijgt lucht van het plan en hij redt de burgemeester. Daarbij wint hij de hand van diens dochter.

## Rolverdeling
| Acteur           | Personage       |
| ---------------- | --------------- |
| Charles Ray      | Toby Watkins    |
| Jane Novak       | Jean Morris     |
| J.P. Lockney     | Zachary Bartrum |
| Donald MacDonald | Kendall Reeves  |
| Al W. Filson     | Lot Morris      |
| Otto Hoffman     | Joe Farley      |